# Gornji Stupnik
Gornji Stupnik es una localidad de Croacia en el municipio de Stupnik, condado de Zagreb.

## Geografía
Se encuentra a una altitud de 130 m s. n. m. a 17,8 km de la capital nacional, Zagreb.

## Demografía
En el censo 2011, el total de población de la localidad fue de 1444 habitantes.